# 甲子園へ行こう!
『甲子園へ行こう!』（こうしえんへいこう）は、三田紀房の漫画作品である。1999年から2004年まで講談社の漫画雑誌「週刊ヤングマガジン」に連載された（1999年連載当初は別冊ヤングマガジンに掲載）。

## あらすじ
鎌倉西高校（通称・鎌西）1年生、四ノ宮純は1年目の夏の大会にてエース投手の故障で先発登板のチャンスを得て、9回二死までは無失点だったものの、二死満塁から最後の1ストライクが取れず、連続押し出し四球を与えてサヨナラ負けを喫する。
四ノ宮はこの押し出し四球がトラウマになり、練習でもストライクが取れないほどになったが、1年秋の秋季大会には復帰した。辛うじて得失点差で予選リーグを突破するものの、県大会では惨敗してしまった。この秋季大会以後、貞兼部長が「勝つ野球」を推し進めていくことになり、チーム内は「勝つ野球」か「楽しい野球」かで揺れることになるが、キャプテン長瀬を中心にして最終的には勝つ野球でまとまっていく。
貞兼は投手の独り立ちが必要と考え、かつての教え子で、プロ選手となった後にスカウトをしている若村に協約違反を承知でコーチを依頼し、以後四ノ宮はメールによる若村の的確な指導を受けてフォームを改造、制球を向上させる。四ノ宮が2年生でエースナンバーを獲得し、夏の大会は初戦から綱渡りの連続で際どい逆転勝ちを続けて県大会にて同校史上初となるベスト4進出の快挙を果たす。
大会終了後、四ノ宮はひとりで合宿を抜け出して甲子園の試合を見に行き、さらに大阪の強豪・豊臣学園の練習に参加し、アドバイスを受け投球フォームを改造する。秋季大会でも準決勝で敗れたものの、地元開催の特権により関東大会進出を果たす。1回戦で敗退するが準優勝校に善戦したことが評価されてセンバツの最終選考に残り期待されるが、無念の落選となる。
四ノ宮が3年となった夏の県大会はシード校として強豪私学相手に僅差で接戦の連続ながら安定した試合運びで順調に勝ち進み過去最高の決勝戦まで至るも、相手投手の豪腕に1人もランナーを出せず完全試合を達成され、惜しくも準優勝となり甲子園への夢は果たせなかった。
その後、四ノ宮は大学野球部のセレクションに挑む。

## 登場人物

### 鎌倉西高校
四ノ宮 純（しのみや じゅん）
本作品の主人公。右投右打、投手、外野手。高校1年の夏に押し出し四球で敗戦し、それから「普通にストライクの取れるピッチャー」になるべく努力を重ねる。
珠算3段の腕前で指先の感覚に優れており、若村には球の回転は普通ではないと評された。当初は制球もままならず、変化球のスライダーやカーブも使い物にならなかったが、若村の指導を受けて1年の秋にフォーム改造をしたことで制球力が増した。2年の夏にはブーメランの投げ方からヒントを得て「ブーメラン・カーブ」と自称するカーブをマスターした。2年の秋から冬にかけて速球派投手を目指して、剣道の素振りなど筋力を増強するトレーニングを行ったことからストレートも最終的には130キロ台後半に到達、さらにキレも鋭いため簡単にはミートされなくなった。縫い目に引っ掛ける指先を調節する事でナチュラルに曲がるスライダー系、シュート系の速球（ムービング・ファストボール）を投げる事で打者を打ち取り、またヒジの使い方が抜群で負担を掛けない投げ方のため連投も平気である。最後の夏は7試合に先発し6試合を完投、防御率0.60の素晴らしい成績を残した。反面打者としては8番、9番を任されており打力はあまり無いが打席ではしぶとく粘り強い。
宅見 駿介（たくみ しゅんすけ）
四ノ宮と同学年の二塁手、後に遊撃手。右投両打。名門横浜第一の監督滝島徹郎の息子だが、両親は幼い頃に離婚しており父親とは別居している。名門校の監督の息子として周囲から騒がれることを避けるため、公立校で高校野球気分を楽しもうと鎌倉西高校に進学した。1年の秋からセカンドのレギュラーとして起用され、また2年の夏の大会では3番に昇格した。2年の秋以降、守備位置を遊撃にコンバートされキャプテンとなったが、前任の長瀬と違ってクールな性格が災いし、ナインから信頼がなかなか得られず悩むこととなった。選抜落選後は、「身の丈にあった普通の野球」によって神奈川を勝ち抜くことを提唱し、チームにこの意識を徹底させた。実力は折り紙つきで、スイングも鋭くセンス抜群で長打力も発揮できる神奈川県有数の強打者であり、横浜第一のエース藤島をもってして「こいつだけは別格」「なんでこんな奴が鎌西なんてしょぼいチームに」と言わしめる程である。守備も瞬発力を生かしてファインプレーを連発し、センスの良さを発揮している。
猿石 貴史（さるいし たかし）
四ノ宮と同学年の外野手（センター）。右投左打。50メートル走のタイムは1年秋の時点で5秒8と陸上の短距離選手並に俊足であり、1年の秋から3年の夏まで不動の1番を任された。守備範囲も広く、果敢なダイビングキャッチを何度も見せている。試合ではスパイクを何足も用意し、グラウンド状態によって使い分けている。盗塁テクニックも高く、相手野手のタッチを掻い潜るのも上手い。
鳴沢 講平（なるさわ こうへい）
四ノ宮と同学年の捕手・外野手。右投右打。2年の夏の大会では控え捕手だったが、正捕手川地が故障した際、発熱の為に出場できず、2年の秋の大会では猪久保に正捕手を奪われた。高校野球は捕手一筋と決めていたのだが、貞兼部長の提案で外野手にコンバートされる。なおこの際にキャプテンの宅見を「コンバートに少しでも反対して欲しかった」と責めたことで、宅見は調子を崩してしまった。積極的に振っていくバッティングスタイルで秋の大会では高打率を維持し、3年の夏の大会では猪久保と併用される形で捕手で起用されている。猪久保とは対照的にリードは強気で大胆であり、決勝戦でも横浜第一打線を苦しめた。
雪野 透（ゆきの とおる）
四ノ宮とは小学生の頃から幼なじみの同学年の部員。ポジションは二塁手だった。小柄な体型だが気は強いらしく、四ノ宮とはしょっちゅう衝突する。硬球を恐がっており硬式野球のスピードについていくことができず、選手としての限界を感じたため1年生の秋にマネージャーに転向する。元々野球を科学的に研究することに興味があり、マネージャーに転向してからは四ノ宮のトレーニングメニューを組んだり相手校の偵察を行うなど積極的に働いた。部員の中で唯一四ノ宮と若村の関係を掌握しており、若村とメールで連絡を取り合っていたのも彼である。
竹井 直孝（たけい なおたか）
四ノ宮より1学年先輩の投手。右投右打。後輩からは真面目でいい人と思われているが、投球スタイルは強気に内角を衝いていくスタイルであり、「マウンドに登ると人が変わる」と言われている。四ノ宮の公式戦初登板となった横浜松風戦では、腰痛により当時1年生の四ノ宮に先発マウンドを譲った。四ノ宮が1年の秋季大会では腰痛を押して登板したが、以降はリハビリを続けており、公式戦に登板している描写はない。四ノ宮が2年の夏の大会では下手投げの変則投法に部員を慣れさせるためにバッティングピッチャー役を買って出た。
長瀬 勝秀（ながせ かつひで）
四ノ宮より1学年先輩の三塁手。右投右打。野球部のキャプテンだがもともとキャプテンには乗り気ではなく、貞兼部長と布施監督が野球部の今後の路線で対立した時にはチームをまとめる自信をなくし、キャプテンを辞めることを考えていた。しかしその後は「勝つ野球」を目指す中で脱落しそうになる選手が出る度、必死に説得して「勝つ野球」を目指す方向で引っ張っていった。貞兼部長から「技術うんぬんではなくガッツあるのみ」と評される熱血漢であり、試合では他の選手を鼓舞する場面が多く見られる。
高平 佳弘（たかひら よしひろ）
四ノ宮より1学年先輩の一塁手。右投右打。強豪私立でベンチ入りできると評されるほどの長打力を持つが、極度の練習嫌いなために鎌倉西に進学した。大振りが目立つアッパースイングで試合ではチャンスを潰すことが多く、4番を任されているが打点も少ない。四ノ宮とのチームの方向性を賭けた30球勝負では全く力を発揮できずに敗れる。しかしその後は練習後にバッティングセンターのゲージを長時間貸切り打撃を向上させた結果、四ノ宮と同じように勝負を挑んできた赤原を初球場外ホームランをで返り討ちにするなど成長している様子。3年生の選手権予選の湘学舎戦では満塁の走者を一掃する逆転タイムリーを放った。典型的なお山の大将タイプで、同じく個性の強い赤原とは事あるごとに衝突していたが、上記の湘学舎戦においてお互いのプレーを認め合い和解した。
川地 達郎（かわち たつろう）
四ノ宮より1学年先輩の捕手。右投右打。2年秋から正捕手に定着し、また副キャプテンを務めた。竹井とは中学からバッテリーを組んでおり、親友である。五回戦の本牧工業戦でクロスプレーの際に足の指を骨折してしまい、準々決勝以降の試合を欠場した。
赤原 譲也（あかはら じょうや）
四ノ宮より1学年後輩の投手。左投左打。1年の頃から130キロ中盤のストレートを投げていたが、球にしっかりと回転がかかっていないため棒球であり、コントロールも良くなかった。バッターとしても長打力があり、1年の夏から5番を任されている。東京のボーイズリーグではかなりの有名選手で横浜第一に進学するつもりであったが、進路を勝手に決めようとしたボーイズの監督と揉め事を起こしたことで問題を抱えた選手と思われてしまい、強豪校への進学を絶たれてしまった。性格は自己中心的、協調性ゼロと言われており、特に1年の夏の大会で試合中に高平と言い争いをした際や、秋の大会で先発起用されないことにふて腐れてベンチの空気を悪くした際には布施監督から激怒されている。物語後半では四ノ宮中心の投手起用に潔く理解を示すなど人間的に成長した描写があり、ピッチングもそれなりのレベルにはなってきている。
猪久保 亘（いのくぼ わたる）
四ノ宮より1学年後輩の捕手。右投右打。1年の頃から打撃を買われてレフトで起用されており、夏の大会で川地が骨折した際には捕手として起用された。その後、鳴沢との正捕手争いを制した形となったが、鳴沢も度々捕手で起用されている。湘学舎の猪久保吾郎は実兄である。家庭の事情を考えて公立校の鎌倉西に進学するなど、兄とは対照的に慎重で控えめな性格で、リードにもその性格や正直さが現れてしまうことがあった。
貞兼 利次（さだかね としつぐ）
鎌倉西高野球部部長。通称サダブー。かつて公立校の厚木市立の監督として甲子園に出場した経験を持つが、私立校の量と質に太刀打ちできなくなり、現場を離れていた。鎌西でも当初は野球部に関わるつもりはなかったが、四ノ宮の入学した年に定年退職までの最後のご奉公として部長を引き受け、「勝つ野球」を目指して弱小野球部を変えていこうとした。なお、四ノ宮たちの学年の引退とともに、定年退職の為に部長をやめている描写がある。
布施 克広（ふせ かつひろ）
鎌倉西高野球部監督。現役時代は外野手。教員となってまだ3年目であり、四ノ宮が入学した年に監督に就任したばかりである。「楽しい野球」を掲げており、高校野球は教育の場という持論を持っていたが、度々貞兼部長には「若い」「甘い」と否定されている。勝ち進むためにはどんなこともやると言う貞兼部長の方針に不満を抱くこともあったが、次第に貞兼の経験に裏打ちされたチーム作りに納得するようになっていった。酒を飲むと気性が激しくなる一面がある。

### 横浜第一高校
藤島 陽平（ふじしま ようへい）
ハマの大エースの異名を持つ超高校級投手。右投右打。四ノ宮と同学年だが素材的にも精神的にも優れたものを持っている。150キロのボールは「自然に」投げられると言ってのける。2年夏の甲子園敗退後、監督から自身の才能は自分だけのものではなく、日本の野球ファンすべての人のものだといわれ、自身の野球に対する目標を見出す。作品中では四ノ宮のライバルではなく飛び抜けた存在として描かれるがエースピッチャー同士、野球に取り組む考え方など気が合うのか、試合以外ではかなり親しく普通の友人感覚で会話をしている。
自分の実力に確固たる自信を持ち、四ノ宮に対しては「俺とお前では背負っている期待が違う」と独白し実際に甲子園優勝も果たしているが「（俺がいない）他の県ならば、お前も甲子園に行けたのにな」と実力を認め、予選を常に勝ち上がってくる実績に対して「相変わらず本番にきっちり調整してくるな」と一目も置いている。

### 邦大藤沢高校
仙波 敦志（せんば あつし）
四ノ宮と同学年ながら名門・邦大藤沢で一年生にして四番を打つ超高校級のスラッガー。右投左打。外野手。シニアリーグ全国準優勝経験があり、プロ野球選手への最短距離を進むために邦大藤沢へ進学した。四ノ宮と初対戦となった打席では場外満塁ホームランを放つ。鎌倉西との再戦となった春季大会では、四ノ宮の様子を見に来た若村を「自分を見に来た」と思い込み、アピールしようと大振りになったところを四ノ宮に衝かれ、以降調子を崩し夏の大会ではレギュラーを剥奪されてしまう。才能はないが努力で這い上がってくる人間を「もっとも嫌いなタイプ」としており、勝負は常に才能あるものが勝つという主義を持つ。

### 元町高校
夏井 健人（なつい けんと）
四ノ宮と同学年の元町高校のピッチャー。フォークを武器にして打線に難のある元町高校で最小失点に切り抜けるエース。四ノ宮とは初対戦となった2年の夏の大会でお互いに波長が合うと感じており、また宅見は似ていると評している。夏の大会後は変化球投手を目指すことを決意し、スライダーやチェンジアップなどの新しい球種を習得した。3年の選手権予選では序盤に負けてしまい決勝の四ノ宮の激励に来るが、大会序盤で負けた自分と決勝という大舞台まで来た四ノ宮を比較し、本人を前にして距離を感じてしまい言葉をかけられなかった。
大城戸 誠（おおきど まこと）
元町高校野球部監督。野球に対する情熱があまりなかった夏井の才能を見出し徹底的な指導をした。夏井が2年生の選手権予選で鎌倉西に敗退してからは夏井を多彩な変化球投手として育成する。夏井が2年生の秋季大会に万全の準備をした夏井が明らかに準備不足の四ノ宮に選手権予選に続いて敗れた際には、四ノ宮と夏井の違いを「元になる器が違う」と評した。

### 湘学舎高校
猪久保 吾郎（いのくぼ ごろう）
四ノ宮と同学年であり、猪久保亘の実兄の捕手。中学時代に四ノ宮と対戦した際には打ち込んでいるらしい。弟とは違い気の荒い性格で、1年生の秋季大会の鎌倉西戦ではベンチ登録外であったがチームの不甲斐ない戦いぶりに憤怒し罵声を飛ばした。その後チームの中心選手に登りつめ、四ノ宮が2年生の選手権大会ベスト8で鎌倉西と対決。先制のタイムリーを放つなど活躍し、弟との直接対決も果たした。3年の選手権大会では初戦敗退を喫してしまい、鎌倉西の戦術を変更させるきっかけとなった。

### その他
若村 暁之
かつて貞兼部長が監督を務めていた厚木市立高校のエース。貞兼部長の教え子の中で唯一プロ入りし、スカウトに転身している。投手の指導が出来ない貞兼部長の依頼を受けて、ルール違反を承知してメールで四ノ宮を指導した。物語の後半では運動力学とピッチングコーチ論を学ぶために渡米し、それにあたって四ノ宮は若村に頼らず自力で速球派投手になることを決意する。